# 1424
Пізнє Середньовіччя •  Відродження •  Реконкіста •  Ганза •  Столітня війна •  Гуситські війни

## Геополітична ситуація
Османську державу очолює Мурад II (до 1444). Імператором Візантії є Мануїл II Палеолог (до 1425), а королем Німеччини Сигізмунд I Люксембург (до 1437). За французький трон борються англійський король Генріх VI та французький дофін Карл VII.
Апеннінський півострів розділений: північ належить Священній Римській імперії, середню частину займає Папська область, південь належить Неаполітанському королівству. Деякі міста півночі: Венеція, Флоренція, Генуя тощо, мають статус міст-республік.
Майже весь Піренейський півострів займають християнські Кастилія і Леон, де править Хуан II (до 1454), Арагонське королівство на чолі з Альфонсо V Великодушним (до 1458) та Португалія, де королює Жуан I Великий (до 1433). Під владою маврів залишилися тільки землі на самому півдні.
Генріх VI є королем Англії (до 1461). У Кальмарській унії (Норвегії, Данії та Швеції) королює Ерік Померанський. В Угорщині править Сигізмунд I Люксембург (до 1437). Королем польсько-литовської держави є Владислав II Ягайло (до 1434). У Великому князівстві Литовському княжить Вітовт.
Частина руських земель перебуває під владою Золотої Орди. Галичина входить до складу Польщі. Волинь належить Великому князівству Литовському. Московське князівство очолює Василь I.
На заході євразійських степів править Золота Орда. У Єгипті панують мамлюки, а Мариніди — у Магрибі. У Китаї править династія Мін. Значними державами Індостану є Делійський султанат, Бахмані, Віджаянагара. В Японії триває період Муроматі.
Цивілізація мая переживає посткласичний період. У долині Мехіко склалася держава ацтеків, де править Чимальпопока (до 1428). Почала зароджуватися цивілізація інків.

## Події

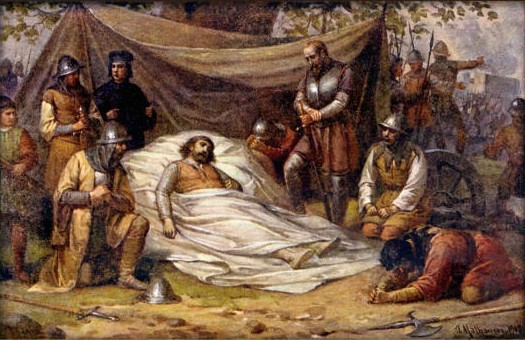
Смерть Яна Жижки. Йозеф Матгаузер.

- Перші письмові згадки про село Жаб'є (тепер Верховина), Косів, Дитятин.
- Імператор Візантії Мануїл II Палеолог визнав себе васалом турецького султана.
- Помер від чуми очільник таборитів Ян Жижка. Гуситів очолив Прокіп Голий.
- Французи та шотландці зазнали поразки від англійців біля Вермея.
- Дванадцятирічна Жанна д'Арк мала видіння трьох святих, які звеліли їй вигнати англійців з Франції.
- Королева Джованна II повернула собі Неаполь, перемігши прихильників арагонського короля Альфонсо V.
- Англійці відпустили з полону шотландського короля Якова I.
- Фрідріх V став герцогом Каринтії та Штирії.
- У своєму п'ятому поході проти монголів помер китайський імператор Чжу Ді з династії Мін. Влада перейшла до його сина Чжу Гаочи.